# Ignazio Parisini
Ignazio Parisini   (Florència, 31 de juliol de 1789 - 1836) fou un compositor italià.
Molt jove encara fou director d'orquestra del teatre de la Pergola, de la seva vila nadiua, i el 1834 ocupà el mateix càrrec en l'Òpera italiana de París, desenvolupant-lo fins al 1838.
Posteriorment s'establí a Atenes (Grècia) com a professor de cant.
Estrenà, entre d'altres, una òpera titulada La Scimia riconoscente (1838)